# Mauro Zárate
Mauro Matías Zárate Riga, född den 18 mars 1987 i Haedo, Argentina, är en argentinsk fotbollsspelare. Zárates far är från Chile och han är även chilensk medborgare, och uttryckte hösten 2014 ett intresse att representera det chilenska landslaget.

## Karriären
Zárate inledde sin karriär i Vélez Sarsfield, där han gjorde succé och vann skytteligan i vårturneringen 2006. Han flyttade sedan till Al Sadd i Qatar, men trivdes inte och lämnade klubben efter bara ett halvår för Birmingham. Han gjorde fyra mål i Premier League, men eftersom klubben åkte ur, förlängdes lånet inte. Han flyttade istället till italienska klubben Lazio, inför säsongen 2008/2009, och gjorde två mål i sin debutmatch för klubben.
Hans första säsong ansågs totalt sett som en succé, även om den mattades under andra halvan. Zárate hann dock med att göra ett drömmål i derbyt mot Roma i en 4-2-seger. Under sommaren köptes Zárate loss från Al Sadd för 20 miljoner euro, men hans första säsong helägd av den italienska klubben var en besvikelse, med bara tre gjorda ligamål.
I juli 2018 värvades Zárate av Boca Juniors. I juni 2021 lämnade Zárate klubben då parterna kom överens om att bryta kontraktet i förtid.
Den 12 augusti 2021 skrev Zárate ett kontrakt med det brasilianska Brasilien Serie A-laget America Mineiro. Han debuterade var den 11 september på America 2 x 0 Athletico Paranaense, där han hade en assist.